# Pascopyrum
Genre
Pascopyrum est un genre de la famille des Poaceae. Il est monotypique et ne comprendrait que l'espèce Pascopyrum smithii. Néanmoins, certains auteurs proposent de replacer cette espèce dans le genre Elysum, sous le nom de  Elymus smithii (Rydb.) Gould
Cette espèce est connue en anglais sous le nom de western wheatgrass. C'est une herbe rhizomateuse vivace commune en Amérique du Nord dans les prairies des Grandes Plaines. C'est un symbole des États du Dakota du Nord, du Dakota du Sud et du Wyoming.

## Liste d'espèces
Selon ITIS (22 mai 2012) :
- Pascopyrum smithii (Rydb.) Barkworth & D.R. Dewey

Selon NCBI (22 mai 2012) :
- Pascopyrum smithii